# Saronville
Saronville es una villa ubicada en el condado de Clay en el estado estadounidense de Nebraska. En el Censo de 2010 tenía una población de 47 habitantes y una densidad poblacional de 121,79 personas por km².

## Geografía
Saronville se encuentra ubicada en las coordenadas 40°36′10″N 97°56′20″O / 40.60278, -97.93889. Según la Oficina del Censo de los Estados Unidos, Saronville tiene una superficie total de 0.39 km², de la cual 0.39 km² corresponden a tierra firme y (0%) 0 km² es agua.

## Demografía
Según el censo de 2010, había 47 personas residiendo en Saronville. La densidad de población era de 121,79 hab./km². De los 47 habitantes, Saronville estaba compuesto por el 97.87% blancos, el 0% eran afroamericanos, el 0% eran amerindios, el 0% eran asiáticos, el 0% eran isleños del Pacífico, el 0% eran de otras razas y el 2.13% pertenecían a dos o más razas. Del total de la población el 8.51% eran hispanos o latinos de cualquier raza.